# Metachromadora suecica
Metachromadora suecica är en rundmaskart. Metachromadora suecica ingår i släktet Metachromadora, och familjen Desmodoridae. Arten är reproducerande i Sverige.